# Dolmen de la Ramera II
El Dolmen de la Ramera II és un dolmen del terme comunal de Queixàs, a la comarca dels Aspres, inclosa en la del Rosselló, de la Catalunya del Nord.
És a 447,2 m alt, a la zona nord-est del terme de Queixàs, en terres del mas de la Ramera, que queda a una certa distància al sud-oest del dolmen. És també al nord-est de l'església de Santa Maria de Fontcoberta, a prop a llevant de la carretera D - 48. És a uns 30 metres al nord-est del Dolmen de la Ramera I.
És en molt mal estat. Va ser alliberat de la terra que el recobria, però l'abandonament ha fet que hagi quedat altre cop cobert de terra i de vegetació. Dins del mateix túmul, s'hi va trobar una cista, que sovint s'ha anomenat Dolmen de la Ramera III.